# András Kovács

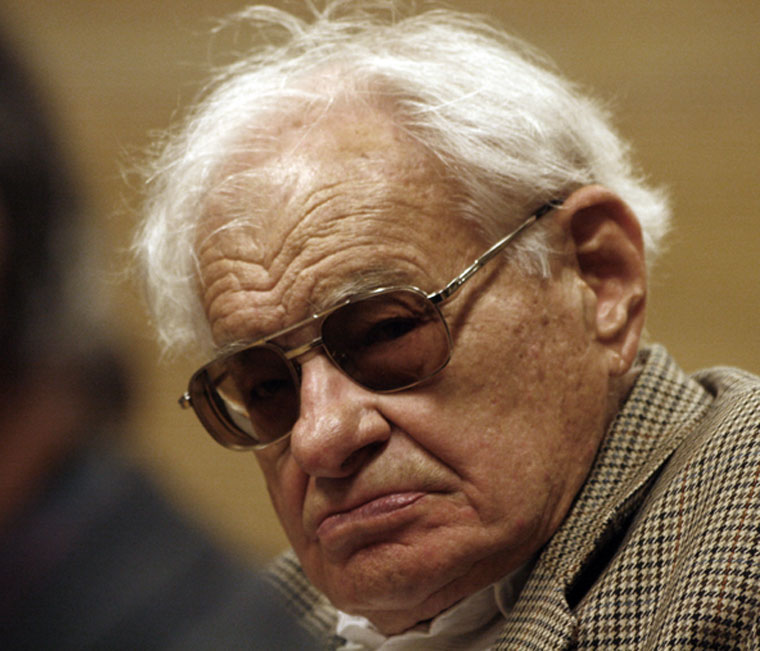
András Kovács, 2010

András Kovács (* 20. Juni 1925 in Kide, Kreis Cluj, Rumänien; † 11. März 2017 in Budapest) war ein rumänisch-ungarischer Filmregisseur und Drehbuchautor.

## Biografie
Kovács studierte zunächst Psychologie, Soziologie und Ästhetik an der Babeș-Bolyai-Universität Cluj und ab 1946 in der Regieklasse der Hochschule für Drama und Film in Budapest, wo er später als Hochschullehrer tätig war.
Kovács wurde als Jurymitglied zum 5. Internationalen Filmfestival in Moskau eingeladen sowie 1967 und 1976 zu den Internationalen Filmfestspielen von Cannes.
Die Ereignisse um die Massaker in Novi Sad, Jugoslawien, von 1942 wurden 1966 von András Kovács in dem Film Kalte Tage (Hideg napok) nach dem Roman von Tibor Cseres verarbeitet.
Das Budapester Filmstudio leitete er von 1951 bis 1957. Mitte der 80er Jahre war er Vorsitzender des Verbandes der ungarischen Film- und Fernsehkünstler.
Auf dem Internationalen Filmfestival Moskau wurden mehrere seiner Filme gezeigt:
- 1968 Wände
- 1981 Paradies auf Zeit, der mit dem Silbernen Preis ausgezeichnet wurde
- 1985 The Red Countess

Für den Film A ménesgazda aus dem Jahr 1978 wurde er 1979 auf den Internationalen Filmfestspielen Berlin für den Goldenen Bären nominiert.
Auf der documenta 6 in Kassel wurde der Film Labirintus/Labyrinth von 1976 vorgeführt.

## Filmografie (Auswahl)
- 1961: Gewitter (Zápor)
- 1962: Auf den Dächern von Budapest (Pesti háztetök)
- 1966: Kalte Tage (Hideg napok)
- 1968: Wände (Falak)
- 1971: Die Stafette (Staféta)
- 1973: Braches Land (A magyar ugaron)
- 1975: Verbundene Augen (Bekötött szemmel)
- 1976: Labyrinth (Labirintus)
- 1977: Wem gehört die Kunst? (Kié a müvészet)
- 1978: Das Gestüt (A ménesgazda)
- 1979: Ein Sonntag im Oktober (Októberi vasárnap)
- 1981: Paradies auf Zeit (Ideiglenes paradicsom)
- 1984: Nachmittagsverhältnis (Szeretök)
- 1987: Irgendwo in Ungarn (Valahol Magyarországon)